# 顏錦全
顏錦全（英語：Ngan Kam-chuen，1947年12月12日—2014年12月19日 ），民建聯創黨黨員。
顏錦全原為銀行經理，1989年當選為區域市政局議員。1991年及1995年連任。1995年從區域市政局功能界別晉身立法會。1997年過渡為臨時立法會及臨時區域市政局議員。1998年落選立法會，接連在立法會補選時再敗於鄧兆棠。1999年為臨時區域市政局議員番禺嫖妓事件（四名臨時區域市政局議員在番禺交流活動時，由於涉嫌嫖妓而被傳媒揭發，其中民建聯的顏錦全及陳平承認有不當的行為，辭去黨內所有職務，而另兩位議員鄧兆棠和梁廣昌則堅決否認，並表示會控告有關週刊）的「不適當行為」，辭去民建聯黨務。
2014年12月19日，顏錦全因病辭世，享年六十七歲。